# 南门峡镇
南门峡镇，是中华人民共和国青海省海东市互助土族自治县下辖的一个乡镇级行政单位。

## 行政区划
南门峡镇下辖以下地区：
南门峡社区、北沟脑村、东沟村、古边村、卷槽村、老虎沟村、麻其村、磨尔沟村、七塔尔村、祁家庄村、西坡村、西山根村、峡口村、尕寺加村和却藏寺村。

## 全国重点文物保护单位
- 却藏寺